# Touquin
Touquin és un municipi francès, situat al departament de Sena i Marne i a la regió de Illa de França. L'any 2007 tenia 1.101 habitants.
Forma part del cantó de Coulommiers, del districte de Meaux i de la Comunitat de comunes del Pays de Coulommiers.

## Demografia

### Població
El 2007 la població de fet de Touquin era de 1.101 persones. Hi havia 402 famílies, de les quals 80 eren unipersonals (28 homes vivint sols i 52 dones vivint soles), 113 parelles sense fills, 185 parelles amb fills i 24 famílies monoparentals amb fills.
La població ha evolucionat segons el següent gràfic:
Habitants censats

### Habitatges
El 2007 hi havia 466 habitatges, 405 eren l'habitatge principal de la família, 31 eren segones residències i 30 estaven desocupats. 426 eren cases i 37 eren apartaments. Dels 405 habitatges principals, 343 estaven ocupats pels seus propietaris, 51 estaven llogats i ocupats pels llogaters i 11 estaven cedits a títol gratuït; 2 tenien una cambra, 18 en tenien dues, 46 en tenien tres, 93 en tenien quatre i 246 en tenien cinc o més. 328 habitatges disposaven pel capbaix d'una plaça de pàrquing. A 161 habitatges hi havia un automòbil i a 213 n'hi havia dos o més.

### Piràmide de població
La piràmide de població per edats i sexe el 2009 era:
| Homes | Edats   | Dones |
| ----- | ------- | ----- |
| 0     | 95 o +  | 0     |
| 0     | 90 a 94 | 4     |
| 4     | 85 a 89 | 4     |
| 8     | 80 a 84 | 0     |
| 8     | 75 a 79 | 4     |
| 16    | 70 a 74 | 20    |
| 20    | 65 a 69 | 24    |
| 8     | 60 a 64 | 16    |
| 24    | 55 a 59 | 16    |
| 40    | 50 a 54 | 40    |
| 36    | 45 a 49 | 44    |
| 40    | 40 a 44 | 44    |
| 36    | 35 a 39 | 32    |
| 36    | 30 a 34 | 36    |
| 20    | 25 a 29 | 28    |
| 44    | 20 a 24 | 16    |
| 32    | 15 a 19 | 40    |
| 32    | 10 a 14 | 40    |
| 16    | 5 a 9   | 48    |
| 20    | 0 a 4   | 32    |

## Economia
El 2007 la població en edat de treballar era de 741 persones, 554 eren actives i 187 eren inactives. De les 554 persones actives 517 estaven ocupades (281 homes i 236 dones) i 37 estaven aturades (19 homes i 18 dones). De les 187 persones inactives 67 estaven jubilades, 69 estaven estudiant i 51 estaven classificades com a «altres inactius».

### Ingressos
El 2009 a Touquin hi havia 407 unitats fiscals que integraven 1.107,5 persones, la mediana anual d'ingressos fiscals per persona era de 21.581 €.

### Activitats econòmiques
Dels 55 establiments que hi havia el 2007, 2 eren d'empreses extractives, 1 d'una empresa alimentària, 2 d'empreses de fabricació d'altres productes industrials, 9 d'empreses de construcció, 8 d'empreses de comerç i reparació d'automòbils, 2 d'empreses de transport, 5 d'empreses d'hostatgeria i restauració, 1 d'una empresa d'informació i comunicació, 2 d'empreses financeres, 3 d'empreses immobiliàries, 10 d'empreses de serveis, 7 d'entitats de l'administració pública i 3 d'empreses classificades com a «altres activitats de serveis».
Dels 13 establiments de servei als particulars que hi havia el 2009, 1 era una oficina de correu, 2 guixaires pintors, 1 fusteria, 2 lampisteries, 1 electricista, 1 empresa de construcció, 1 perruqueria, 2 restaurants i 2 agències immobiliàries.
Dels 2 establiments comercials que hi havia el 2009, 1 era una botiga de més de 120 m² i 1 una botiga de menys de 120 m².
L'any 2000 a Touquin hi havia 10 explotacions agrícoles que ocupaven un total de 553 hectàrees.

## Equipaments sanitaris i escolars
El 2009 hi havia 1 escola maternal integrada dins d'un grup escolar amb les comunes properes formant una escola dispersa i 1 escola elemental integrada dins d'un grup escolar amb les comunes properes formant una escola dispersa.

## Poblacions més properes
El següent diagrama mostra les poblacions més properes.